# Cesare Jones
Cesare Jones (Trieste, 16 febbraio 1908 – Trieste, 8 agosto 1995) è stato un calciatore italiano, di ruolo attaccante.

## Carriera
Nella stagione 1932-1933 ha giocato 12 partite e segnato due gol in Serie A con la maglia della Triestina.
Passa in seguito all'Atalanta, squadra con la quale segna 4 gol in 21 partite in Serie B.
L'anno seguente si trasferisce alla Sampierdarenese, partecipando nuovamente al campionato di massima serie.
Ritornato a Trieste, sua città di abituale residenza, e trovato un posto di lavoro come vigile urbano, fu costretto nel 1936, su imposizione del regime fascista, ad andare all'anagrafe a cambiare cognome. Scelse quindi di chiamarsi Cesare Gioni. Sulle cronache triestine del 1936-1939, periodo in cui giocava nella Ponziana, veniva indicato come Cesarini.